# Liste der Straßen in Essen-Heisingen

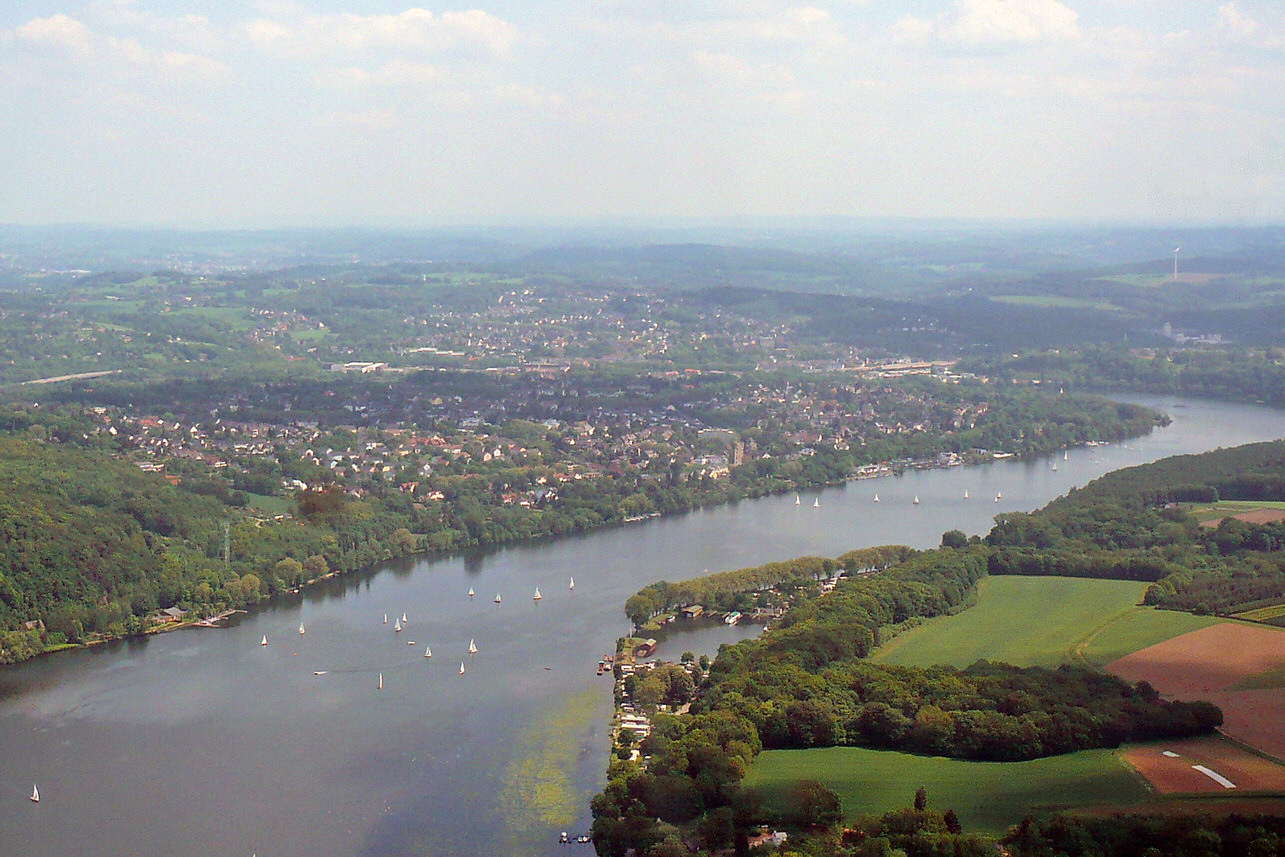
Heisingen

Die Liste der Straßen in Essen-Heisingen beschreibt das Straßensystem im Essener Stadtteil Heisingen mit den entsprechenden historischen Bezügen.

## Überblick
In Heisingen leben 12816 Einwohner (30. September 2022) auf einer Fläche von 6,83 km². Der Stadtteil zählt zum Stadtbezirk VIII Essen-Ruhrhalbinsel. Heisingen bildet alleine den Postleitzahlenbezirk 45259.
Der Stadtteil wird, im Norden beginnend, im Uhrzeigersinn folgendermaßen begrenzt:
 Linie über das Land zwischen der Ruhr und der Heisinger Straße zu Bredeney, der Schellenberger Bach zu Stadtwald, im weiteren Verlauf, die Wuppertaler Straße sowie die Heisinger Ruhraue zu Rellinghausen, die Ruhr zu Überruhr, Byfang, Kupferdreh und Fischlaken.
In Heisingen gibt es 102 benannte Verkehrsflächen, darunter keinen Platz. Davon befinden sich lediglich fünf Straßen nur teilweise im Stadtteil:

Die Freiherr-vom-Stein-Straße (Bredeney), die Heisinger Straße (Stadtwald) und die Wuppertaler Straße (Rellinghausen) werden im Norden fortgesetzt, die Kampmannbrücke führt über die Ruhr nach Kupferdreh und die Theodor-Heuss-Brücke nach Byfang.
Im Stadtteil liegt die Ausfahrt 41 Essen-Heisingen der Bundesautobahn 44, die in die Wuppertaler Straße und damit die Bundesstraße 227 übergeht. Diese führt weiter in Richtung Rellinghausen.
 Durch Heisingen verläuft keine sonstige Bundes- oder Landesstraße, lediglich eine Kreisstraße 3 auf folgenden Straßenzügen:
- Kreisstraße 3: (aus Stadtwald kommend) – Heisinger Straße – Petzelsberg – Königsiepen – B 227 – Wuppertaler Straße – Kampmannbrücke – (weiter in Kupferdreh)

Viele Straßen sind Teil von Themengruppen. Hierzu gehören:
- Bezug zum Wald (Benennung ursprünglich 1912–1914, später in Anlehnung daran): Hirschanger, Rehstraße, Springloh
- 1918 von Deutschland abgetrennte Regionen (Benennung 8. Mai 1933, 17. Juni 1933): Elsaßstraße, Eupenstraße, Lothringenstraße, Malmedystraße, Memelstraße, Nordschleswigstraße, Ostpreußenstraße, Westpreußenstraße
- Bezug zu Haus Heisingen (Benennung 5. Juni 1934): Baderweg, Geismarweg, Haus Heisingen, Holsteinanger, Staelsfeld, Zölestinstraße
- Ehemalige Bergwerke und Kohlenflöze (Benennung 3. März 1953): Dickebank, Flörken, Florweg, Koldenbuschweg, Mühlmannsbank, Rumpstraße, Spiekbank, Stornefranzstraße, Wasserschnepfe

## Liste der Straßen
Die nachfolgende Tabelle gibt eine Übersicht über die Straßen und Wege im Stadtteil sowie einige dazugehörige Informationen.
- Name: aktuelle Bezeichnung der Straße.
- Länge/Maße in Metern:
 Die in der Übersicht enthaltenen Längenangaben sind gerundete Übersichtswerte, die in Google Earth mit dem dortigen Maßstab ermittelt wurden. Sie dienen Vergleichszwecken und werden, sofern amtliche Werte bekannt sind, ausgetauscht und gesondert gekennzeichnet.
 Der Zusatz (im Stadtteil) gibt an, dass die Länge die des Straßenabschnitts innerhalb Heisingens ist, sofern die Straße in benachbarte Stadtteile weitergeführt wird.
 Der Zusatz (ohne Stichstraßen) gibt bei verzweigten Straßen die Länge der „Hauptstraße“ an.
 Der Zusatz (alle Straßenabschnitte zusammen) gibt an, dass die Straße so verwinkelt ist, dass keine „Hauptstraße“ besteht. Stattdessen wird die Länge aller Straßenabschnitte zusammengezählt.
- Herleitung: Ursprung oder Bezug des Namens
- Datum: amtliche Erstbenennung
- Anmerkungen: zusätzliche Informationen
- Bild: Foto der Straße oder eines anliegenden Objekts

| Name                      | Länge/Maße (in Metern)                | Herleitung                                                                       | Datum der Benennung | Bemerkungen | Bild                                       |
| ------------------------- | ------------------------------------- | -------------------------------------------------------------------------------- | ------------------- | --- | ------------------------------------------ |
| Am Bonnenberg             | 100                                   | Bonnenberg, Kotten                                                               | vor 1925            | Bonnenberg ist ein Flur- und Familienname in Heisingen sowie der Name eines Kottens. Die Straße hieß ursprünglich Bosselstraße und ist eine Verbindung zwischen Heisinger- und Nordschleswigstraße/Hunsiepen. |                                            |
| Am Hagenbusch             | 500                                   | Hof Hagenbusch, altes Bauerngut                                                  | 30. Juni 1927       | Der Hof Hagenbusch war ein Behandigungsgut der Abtei Werden, bis 1709 zu Haus Heisingen gehörig. Er wurde 1718 an Heinrich Hagenbusch verpachtet und trägt seitdem diesen Namen. Die Straße Am Hagenbusch führt von der Heisinger Straße ostwärts bis zur Straße Am Herrenbusch. |                                            |
| Am Herrenbusch            | 220                                   | Herrenbusch, Flurname                                                            | 26. Mai 1939        | Herrenbusch ist der Name eines Waldgebietes in der Heisinger Mark, dessen Bedeutung nicht bekannt ist. Bis 1939 war die Straße Teil der Sonnenstraße, erhielt aber aufgrund der Trennung vom restlichen Straßenteil einen neuen Namen. Die Straße Am Herrenbusch führt vom Springloh nordwärts bis zur Elsaßstraße. |                                            |
| Am Krusen                 | 320 (ohne Stichstraßen: 210)          | Am Krusen, Flurname                                                              | 20. Nov. 1937       | Die Straße Am Krusen liegt verzweigt zwischen Memel- und Lothringenstraße, bis 1937 hieß sie Baumstraße. | Am Krusen                                  |
| Am Langensiepen           | 550                                   | Langensiepen, Flurname                                                           | 30. Juni 1927       | Langensiepen ist ein Heisinger Flur- und Familienname. Die Straße Am Langensiepen verbindet Nordschleswig- und Ostpreußenstraße. |                                            |
| Am Seeblick               | 90                                    | Lage der Straße am Baldeneysee                                                   | 7. Dez. 1976        | Am Seeblick liegt am Baldeneysee, so dass man über den See blicken kann. Auch eine Gaststätte in der Nähe trägt diesen Namen. Die Straße Am Seeblick liegt als Fortsetzung der Straße Am Vierkotten am Stemmering. |                                            |
| Am Vierkotten             | 150                                   | Vier, Kotten                                                                     | 22. Okt. 1969       | 1743 erlaubte der Abt von Werden den Eheleuten Heinrich Viehr und Gertrud Fischer auf dem Platz der ehemaligen Glashütte nahe der Fähre ein Haus zu errichten. 1773 wird der Kotten „Oberste Führ“ genannt, 1836 „Oberfiehr“. 1969 wurde die Stichstraße zum Stemmering in Am Vierkotten umbenannt. |                                            |
| Auf der Bucht             | 140                                   | Buchter, Kotten                                                                  | 15. Juli 1957       | Der Name „Auf der Bucht“ bezieht sich nicht auf eine Bucht, sondern auf den ehemaligen Kotten Buchter (Büchterkotten). Die Straße bildet eine Stichstraße zum Staelsfeld. |                                            |
| Auf der Gathe             | 140                                   | Auf der Gathe, Flurname                                                          | 24. Juni 1970       | Die Straße Auf der Gathe bildet eine Stichstraße zur Eupenstraße. |                                            |
| Baderweg                  | 1200                                  | Ludwig Theodor Bader, 1769–1837, Rentmeister der Abtei Werden auf Haus Heisingen | 5. Juni 1934        | Ludwig Bader war bis 1802 der letzte Rentmeister der Abtei Werden auf Haus Heisingen. Nach ihm ist der Baderweg benannt, der nahe Haus Heisingen vom Wechselpfad bis zum Stauseebogen am Ruhrufer entlang führt. Bis 1934 war er aufgeteilt zwischen Friedrichstraße und Sternstraße. |                                            |
| Bahnhofstraße             | 850                                   | ehemaliger Bahnhof Heisingen                                                     | 19. März 1877       | Der ehemalige Bahnhof Heisingen lag an der Ruhrtalbahn zwischen Düsseldorf und Kupferdreh, wurde 1872 als Personenbahnhof in Betrieb genommen und 1895 zum Güterbahnhof ausgebaut. Der Bahnhof stellte einen wesentlichen Anschub der Entwicklung des Stadtteils dar. Nach Errichtung des Bahnhofs ließen sich oberhalb der Bahnhofsstraße, im „Oberdorf“, Händler und Geschäftsleute nieder. Der Bahnhof wurde 1965 für den Personenverkehr und 1978 für den Güterverkehr stillgelegt. Nach Abbruch der Gebäude und Abriss der Schienen weist nichts mehr auf den einstigen Bahnhof hin. Die Bahnhofstraße führt noch heute vom Ruhrufer an der Lanfermannfähre ins Oberdorf, wo sie an der Heisinger Straße im Ortsmittelpunkt endet. |                                            |
| Bahrenbergring            | 600                                   | Hof Bahrenberg, altes Bauerngut                                                  | 15. Juli 1954       | Der Hof Bahrenberg war ursprünglich ein zum Haus Heisingen gehöriges Nebengut, das 1709 durch Verkauf an die Abtei Werden gelangte. 1867 lässt sich ein Johann Heinrich Bahrenberg als Hofbesitzer nachweisen. Der Bahrenbergring liegt ringförmig zwischen Ostpreußen- und Hofackerstraße. |                                            |
| Barnscheidstraße          | 170                                   | Zeche Barnscheid, ehemaliges Bergwerk                                            | 8. Juni 1960        | Die Zeche Barnscheid war eine Kleinzeche, die schon 1566 genannt wird und Steinkohle förderte. Sie wurde im frühen 19. Jahrhundert stillgelegt. Die Barnscheidstraße verbindet den Ernst-Tengelmann-Ring mit der Eupenstraße. |                                            |
| Beckumsfeld               | 220                                   | Im Bekum, Flurname                                                               | 5. Juni 1934        | Das Beckumsfeld ist nach einem alten Flurnamen von 1821 benannt und liegt zwischen Stemmering und Bonscheidter Straße, parallel zum Höttering. Bis 1934 hieß sie Gustavstraße. |                                            |
| Bogenstraße               | 450                                   | bogenförmiger Straßenverlauf, Lagebezeichnung                                    | etwa 1922           | Die Bogenstraße führt in einem Bogen vom Baderweg zur Straße Fährenkotten. |                                            |
| Bökensiepen               | 130                                   | Siepen mit Buchen, Flurname                                                      | 15. Juli 1954       | Der Bööke-Siepen wird 1710 erwähnt, als er aus der Heisinger Mark herausgetrennt und dem Hof Schulte (später Bahrenberg) zugeschlagen wurde. Es handelt sich dem Namen nach um einen Siepen, also das Tal eines Quellbachs, mit Böken, also Buchen. Die Straße Bökensiepen bildet eine Stichstraße zum Bahrenbergring. |                                            |
| Bonnenbergstraße          | 260                                   | Bonnenberg, Kotten                                                               | etwa 1903           | Bonnenberg war der Name eines Kottens, der ursprünglich zum Hickinsgut gehörte und 1613 durch Abt Conrad davon abgetrennt und der Familie Bonnenberg zugesprochen wurde. Die Bonnenbergstraße verbindet Uhlen- und Heisinger Straße. |                                            |
| Bonscheidter Straße       | 450                                   | Zeche Bonscheidt, ehemaliges Bergwerk                                            | etwa 1875           | Die Zeche Bonscheidt, die ihren Namen von einem alten Flurnamen hat, befand sich in Heisingen und wurde am 21. Dezember 1868 mit der Zeche Nottekampsbank vereinigt. Die Bonscheidter Straße führt im Heisinger Westen von der Straße Lelei zur Straße Fährenkotten, hinter der sie mit dem Namen Stauseebogen fortgesetzt wird. |                                            |
| Brunnsiepen               | 60                                    | Brunnsiepen, Lagebezeichnung                                                     | 22. Mai 1946        | Bei Brunnsiepen handelt es um eine alte Lagebezeichnung, nach der auch eine ehemalige Stollenzeche benannt war. Die Straße Brunnsiepen ist eine Verbindung zwischen dem Baderweg und der Straße Nottekampsbank. Bis 1946 hieß sie Brunnenstraße. |                                            |
| Bühne                     | 280                                   | bühnenartiger Bergrücken, Lagebezeichnung                                        | 15. Jan. 1936       | Der Bergrücken am Herrenbusch wird in der amtlichen Begründung zur Benennung als Naturbühne bezeichnet, von dem aus sich ein weiter Blick über Heisingen und die Ruhr bietet. Die Straße Bühne, die als Fortsetzung von Am Bonnenberg von der Straße Hunsiepen zur Sonnenstraße führt, hieß bis 1936 Drosselstraße. |                                            |
| Buschkampstraße           | 350                                   | Buschkamp, Kotten                                                                | vor 1912            | Die alte Buschkampskathe war ein Abspliss des Schultenhofs (Bahrenberghofs), der schon 1766 als Pachtgut der Abtei Werden erwähnt wird. Die Buschkampstraße bildet einen Fußweg zwischen Uhlenstraße und Heisinger Straße im Heisinger Nordwesten. |                                            |
| Butenbergs Kamp           | 800                                   | zum Hof Butenberg gehöriges Feld                                                 | 25. Dez. 1937       | Die Straße liegt auf einer alten Flur, die den Namen aufm Kamp trägt, ganz in der Nähe des Hofs Butenberg, der 1589 als Buytenborch erwähnt wird. Er gehörte als Pachtgut zum Haus Schellenberg. Aus der Kombination dieser beiden Namen entstand der Straßenname Butenbergs Kamp für die Verbindung vom Stemmering quer durch Heisingen zum Holsteinanger. Ursprünglich war die Straße aufgeteilt zwischen Hermannstraße und Lindenstraße. |                                            |
| Carl-Funke-Straße         | 550                                   | Carl Funke, 1855–1912, Unternehmer                                               | 16. März 1901       | Carl Funke war ein deutscher Unternehmer, der die Essener Steinkohlenbergwerke gründete und Mitglied sowie Vorsitzender zahlreicher Institutionen war. Nach ihm ist die Heisinger Zeche Carl Funke sowie die dazugehörige Siedlung Carl Funke benannt, die sich an der Carl-Funke-Straße befindet. Des Weiteren liegt in Heisingen auch die Grundschule Carl-Funke-Schule. Die Carl-Funke-Straße führt von der Bahnhofstraße nordwärts bis hinter die Westpreußenstraße zur Kleingartenanlage Carl-Funke Heisingen. Bis zum 15. Juli 1957 schrieb man die Straße Karl-Funke-Straße. | Siedlung Carl Funke                        |
| Dickebank                 | 250                                   | Dickebank, Kohlenflöz                                                            | 3. März 1953        | Das Steinkohlenflöz Dickebank gehörte zur Zeche Pörtingsiepen. Die Straße Dickebank führt von der Straße Fährenkotten zur Straße Lelei. |                                            |
| Dorflinde                 | 120                                   | Linde in der Dorfmitte                                                           | 20. Nov. 1937       | Früher stand in der Mitte des Dorfs Heisingen, am Beginn der Bahnhofstraße, eine große Linde, die 1937 der Straße Dorflinde ihren Namen gab. Bis dahin hieß die Straße Dorflinde Mittelstraße. Sie führt von der Straße Hagmanngarten zur Zölestinstraße. |                                            |
| Duvenkamp                 | 170                                   | Duvenkamp, Name einer Flur und eines Kottens                                     | 20. Jan. 1982       | Die Straße Duvenkamp führt von der Straße Im Oberfeld bogenförmig zur Uhlenstraße. |                                            |
| Elsaßstraße               | 900                                   | Elsass, ehemals deutsche Region in Frankreich                                    | 17. Juni 1933       | In Heisingen wurden nach der Eingemeindung 1929 Straßen nach Gebieten benannt, die durch den Friedensvertrag von Versailles von Deutschland abgetrennt wurden. So wurde die ehemalige Waldstraße in Elsaßstraße umbenannt. Sie führt bogenförmig von der Heisinger Straße zur Ostpreußenstraße. |                                            |
| Ernst-Tengelmann-Ring     | 800 (alle Straßenabschnitte zusammen) | Ernst Tengelmann, 1870–1954, Generaldirektor der Essener Steinkohlenbergwerke    | 8. Juni 1960        | Ernst Tengelmann gründete zusammen mit Carl Funke die Essener Steinkohlenbergwerke AG und war deren erster Generaldirektor. 22 Jahre war er Präsident der Industrie- und Handelskammer von Essen und auch in zahlreichen anderen Institutionen und Gremien tätig. Der Ernst-Tengelmann-Ring liegt zwischen Barnscheidstraße, Carl-Funke-Straße und Heckhülsenring. |                                            |
| Eupenstraße               | 450                                   | Eupen, ehemals deutsche Stadt                                                    | 8. Mai 1933         | In Heisingen wurden nach der Eingemeindung 1929 Straßen nach Gebieten benannt, die durch den Friedensvertrag von Versailles von Deutschland abgetrennt wurden. Eupen war zwischen 1815 und 1919 preußisch, daher heißt die ehemalige Feldstraße heute Eupenstraße. Die Eupenstraße führt von der Westpreußenstraße als Verlängerung der Uhlenstraße südlich bis zur Bahnhofstraße, hinter der sie Krapenbrink heißt. |                                            |
| Fährenkotten              | 600                                   | Fährenkotten, Kotten                                                             | 1912                | Der Fährenkotten ist ein Kotten an der Fähre über die Ruhr. Er ist 1826 in der Mutterrolle erwähnt, war 1877 im Besitz des Berginvaliden Heinrich Hagemann aus Bredeney und wurde 1895 vom Handelsmann Ludger Lanfermann erworben. Die Straße Fährenkotten führt von der Straße Stemmering zur Straße Lelei und hieß bis 1912 Ludgeristraße. Am westlichen Ende der Straße, an der Kreuzung Stemmering, liegt die Bushaltestelle Heisingen Baldeneysee, an der mehrere Buslinien der EVAG ihre Endstation haben. |                                            |
| Fernblick                 | 190                                   | Lagebezeichnung                                                                  | 22. Nov. 1928       | Von der Straße Fernblick aus, die eine Stichstraße zur Heisinger Straße bildet, kann man über den Baldeneysee und das Ruhrtal in die Ferne blicken. |                                            |
| Flörken                   | 100                                   | Zeche Vereinigte Flor & Flörchen                                                 | 3. März 1953        | Im Jahr 1779 erhielten die Bauern Linnemann und Butenberg aus Heisingen die Kohlebergwerke Flora und Die Fledermaus, die zur Zeche Flor & Flörchen vereinigt wurden. Mit den Bergwerken Rudolph und Neu-Dülmen schloss sich diese Zeche 1867 zur Zeche Flor & Flörchen zusammen. 1872 wurden die Bergwerke Mühlmanns-Dickebank und Mühlmannsbänkchen eingegliedert. Seitdem hieß das Bergwerk Vereinigte Flor & Flörchen. Nach dieser Zeche sind die Straßen Florweg und Flörken benannt. Die Straße Flörken führt von der Straße Dickebank zur Straße Lelei und wird dahinter mit dem Namen Mühlmannsbank fortgeführt. |                                            |
| Florweg                   | 140                                   | Zeche Vereinigte Flor & Flörchen                                                 | 3. März 1953        | Im Jahr 1779 erhielten die Bauern Linnemann und Butenberg aus Heisingen die Kohlebergwerke Flora und Die Fledermaus, die zur Zeche Flor & Flörchen vereinigt wurden. Mit den Bergwerken Rudolph und Neu-Dülmen schloss sich diese Zeche 1867 zur Zeche Flor & Flörchen zusammen. 1872 wurden die Bergwerke Mühlmanns-Dickebank und Mühlmannsbänkchen eingegliedert. Seitdem hieß das Bergwerk Vereinigte Flor & Flörchen. Nach dieser Zeche sind die Straßen Florweg und Flörken benannt. Der Florweg führt bogenförmig von der Rumpstraße zur Bonscheidter Straße. |                                            |
| Freiherr-vom-Stein-Straße | 700 im Stadtteil                      | Heinrich Freiherr vom Stein, 1757–1831, deutscher Staatsmann                     | 8. Mai 1933         | Die Freiherr-vom-Stein-Straße führt am Ufer der Ruhr entlang von der Lanfermannfähre in Heisingen an Baldeney und dem Parkhaus Hügel vorbei bis nach Bredeney. Zuvor hieß sie Im Ruhrtal. |                                            |
| Gathergang                | 80                                    | Wilhelm König gen. Gather, 1853–1940, Ortsvorsteher von Heisingen                | 20. Nov. 1937       | Wilhelm König (*15. April 1853; †8. Dezember 1940) war Bauer auf dem Gatherhof und wurde daher Gather genannt. Von 1877 bis 1923 war er Mitglied des Gemeinderates von Heisingen, von 1900 bis 1910 Ortsvorsteher und von 1910 bis 1923 unbesoldeter 1. Beigeordneter der Bürgermeisterei Heisingen. Der Gathergang liegt in der Heisinger Ortsmitte zwischen der Straße Hagmanngarten und Schangstraße. Hier befinden sich der Heisinger Marktplatz und das ehemalige Rathaus der Bürgermeisterei. Bis 1937 hieß er Wilhelmstraße, ebenfalls nach Wilhelm Gather benannt. | Ehemaliges Rathaus Heisingen am Gathergang |
| Geismarweg                | 240                                   | Coelestin von Geismar, 1666–1718, Abt von Werden                                 | 2. Dez. 1965        | Coelistin von Geismar war von 1700 bis 1718 Abt von Werden und Helmstedt. Er kaufte das Haus Heisingen mit seinen Landgütern, weshalb der Geismarweg zwischen Baderweg und Haus Heisingen nach ihm benannt ist. Bis 1965 war er Teil der ebenfalls nach Abt Coelestin benannten Zölestinstraße, die zuvor Kampstraße hieß. |                                            |
| Georgkirchstraße          | 350                                   | Kirche St. Georg                                                                 | 20. Nov. 1937       | Am 22. April 1493 wurde eine Kapelle in Heisingen dem heiligen Georg geweiht, die 1811 um zwei Drittel ihrer Größe erweitert wurde. 1813 wurde durch den großherzoglich-bergischen Innenminister ein Pfarrer eingesetzt, allerdings nie eine kanonische Pfarrerhebung durchgeführt. Die Pfarrei St. Georg Heisingen ist somit nur durch Gewohnheitsrecht entstanden. In den 1870er-Jahren riss man die alte Kapelle ab und errichtete von 1879 bis 1881 die heutige Georgskirche als neugotische, dreischiffige Hallenkirche, die am 27. Juli 1887 konsekriert wurde. 1915 wurde die Verbindung zwischen der Kirche an der Heisinger Straße und der Eupenstraße Georgstraße genannt, 1937 dann Georgkirchstraße. | Georgskirche                               |
| Hackland                  | 180                                   | Hackland, Flurname                                                               | 5. Juni 1934        | Hackland ist eine Ortsangabe aus der Mutterrolle von 1867, die 1934 zum Straßennamen der ehemaligen Südstraße wurde, die hinter dem Voßbergring liegt. |                                            |
| Hagmanngarten             | 170                                   | Emil Hagmann, 1872–1919, erster Bürgermeister von Heisingen                      | 5. Juni 1934        | Emil Hugo Hagmann (*9. April 1872; †18. Oktober 1919) war von 1910 bis zu seinem Tod erster Bürgermeister der von Rellinghausen abgetrennten Bürgermeisterei Heisingen. Die Straße Hagmanngarten, an der das ehemalige Rathaus Heisingen steht, liegt in der Heisinger Ortsmitte und führt von der Bahnhofstraße zur Zölestinstraße. Bis 1934 hieß sie Sartoriusstraße. |                                            |
| Haus Heisingen            | 30                                    | Haus Heisingen, ehemaliges adliges Rittergut                                     | 5. Juni 1934        | Haus Heisingen war ursprünglich ein Lehnsgut der Reichsabtei Werden, der Haupthof Kofeld. Später ging es in den Besitz der Adelsfamilie Staël von Holstein über, die es 1709 wiederum mitsamt den dazugehörigen Gütern an die Abtei Werden verkaufte. Seitdem diente Haus Heisingen als Sommerresidenz der Werdener Äbte. Mit der Säkularisation fiel das Gut an den preußischen Staat, 1842 erwarb es die Zeche Wasserschneppe. Seit 1890 ist es im Besitz der Familie Sonnenschein. Die Gebäude des Hauses sind zur Straße Haus Heisingen nummeriert, die eine Stichstraße zum Geismarweg bildet. Bis 1934 war sie Teil der Steinstraße. | Haus Heisingen                             |
| Heckhülsenring            | 350                                   | Die Heckhülse, Flurname                                                          | 21. Okt. 1934       | Der Heckhülsenring liegt halbkreisförmig an der Eupenstraße. |                                            |
| Heisinger Straße          | 2700 (im Stadtteil)                   | nach Heisingen selbst benannt                                                    | 27. Feb. 1928       | Die Heisinger Straße führt aus Stadtwald nach Heisingen, wo sie in der Ortsmitte an der Bahnhofstraße endet. Daher ist sie nach dem Stadtteil selbst benannt. Bis 1928 hieß sie Bredeneyer Straße. An der Kreuzung zur Georgkirchstraße befindet sich die Kirche St. Georg, zwischen Heisinger Straße, Bonnenberg-, Uhlen- und Westpreußenstraße liegt die städtische Sportanlage Heisingen. |                                            |
| Hemsingskotten            | 240                                   | Hemsingskotten, Kotten                                                           | 20. Jan. 1982       | Die Familie Hemsing lebt seit mehreren Generationen auf dem Hemsingskotten. Franz Hemsing hatte die Bezirksvertretung gebeten, der neuen Straße zwischen Duvenkamp und Im Oberfeld den Namen Hemsingskotten zu geben. |                                            |
| Hirschanger               | 150                                   | Hirsche, Säugetiergattung                                                        | 7. Juni 1977        | Der Hirschanger zweigt von der Straße Springloh ab, die bis 1936 den Namen Hirschstraße trug. Auch die Rehstraße liegt in der Nähe. Daher leitet sich der Name ab. |                                            |
| Hofackerstraße            | 450                                   | zum Schultenhof gehöriger Acker                                                  | 15. Juli 1954       | Der Hofacker war ein Flurgebiet, das zum Schultenhof (später Hof Bahrenberg) gehörte. Der Weg zum Hofacker wird schon 1871 Hofackerstraße genannt, daher erhielt die Verbindung zwischen Ostpreußenstraße und Petzelsberg 1954 diesen Namen. |                                            |
| Holsteinanger             | 750                                   | Staël von Holstein, Adelsgeschlecht                                              | 5. Juni 1934        | Die Familie Staël von Holstein besaß zwischen 1430 und 1709 das Haus Heisingen. Nach ihr sind der Holsteinanger und das benachbarte Staelsfeld, die beide am Geismarweg an Haus Heisingen beginnen, benannt. Der Holsteinanger führt in einem kleinen Bogen bis hinter das Staelsfeld. Bis 1934 war er Teil der Steinstraße. |                                            |
| Höttering                 | 250                                   | Höttering, Flurname                                                              | 22. Okt. 1969       | Der Name Höttering bezeichnete 1821 ein Flurstück, dessen Namensherkunft unbekannt ist. Die Straße Hötteringn stellt eine Verbindung zwischen der Straße Stemmering und der Bonscheidter Straße dar. |                                            |
| Hunsiepen                 | 200                                   | Hunsiepen, Kotten                                                                | 5. Juni 1934        | Der Hunsiepen ist die Fortführung der Nordschleswigstraße hinter der Bühne bis zur Ostpreußenstraße. Auf einer Karte von 1817, die die Umgebung des Schultenhofs (später Hof Bahrenberg) darstellte, lag dicht am Schultenhof der „Hohen Siepen Kothen“. 1826 besitzt Heinrich Kamann, genannt Hohnsiepen, sechs Morgen Ackerland. Später finden sich Flurnamen wie Hunsiepen, Honsiepen und Am Hunsiepen. Nach diesem alten Kotten, dessen Name sich von einem hohen, feuchten Kerbtal mit einem Quellbach (Siepen) ableitet, wurden 1934 die zusammengefasste Lerchenstraße und Buchenstraße benannt. |                                            |
| Im Karkamp                | 200                                   | Karkamp, Flurname                                                                | 3. Juli 1956        | Kär oder Kar meint ursprünglich einen Fischereibezirk. 1826 ist der Flurname Im Kahrkamp oder Kaarkamp belegt. Die Straße Im Kahrkamp verbindet Voßbergring und Vollbergwinkel. |                                            |
| Im Oberfeld               | 290                                   | Oberfeld, Flurname                                                               | 20. Nov. 2007       | Im Oberfeld ist eine alte Flurbezeichnung, nach der 2007 die Neubausiedlung zwischen Heisinger Straße, Uhlenstraße und Duvenkamp benannt wurde. |                                            |
| Kampmannbrücke            | 280 (im Stadtteil)                    | Familie Kampmann, Besitzer der alten Ruhrfähre                                   | 28. Juni 1934       | Seit 1790 besaß die Familie Kampmann an dieser Stelle eine Fähre über die Ruhr nach Kupferdreh, die 1831 in den Besitz des preußischen Staates überging, aber weiter von den Kampmanns unterhalten wurde. Ab 1884 war sie außer Familienbesitz und noch bis 1894 in Betrieb. Danach errichtete der Brennereibesitzer Kampmann mit Erlaubnis der Königlichen Regierung eine Schiffsbrücke. Die Kampmannbrücke wurde 1951 zur Straße ausgebaut und führt von der Wuppertaler Straße über die Ruhr zur Poststraße in Kupferdreh. 2016 wurde die Brücke wegen Bauschäden abgerissen und bis 2019 durch eine Schrägseilbrücke ersetzt. | Kampmannbrücke                             |
| Kleinkamp                 | 90                                    | Kleinkamp, Kotten                                                                | 3. Juli 1956        | Der Kotten Kleinkamp wird 1430 als Luttekenkamp to Hosyngen erwähnt, sowie 1590 als Pachtgut des Stiftes Werden aufgeführt (lutticke oder kleyne kamp thu Hesingen). Lüttke oder Luttek bedeutet klein. 1826 besaß Heinrich Witte genannt Kleinkamp den Kotten, der 1885 auf den Bergmann Hemsing überging. Die Straße Kleinkamp ist eine Verbindung zwischen der Straße Vollbergwinkel und Voßbergring. |                                            |
| Kofeldhöhe                | 350 (ohne Stichstraßen: 190)          | Kofeld, Haupthof in Heisingen                                                    | 25. Apr. 1962       | Das Haus Heisingen ging aus einem Haupthof hervor, der Covelt oder Kofeld genannt wurde. 1412 wurde Hinricus Luttelnouwe mit dem Hof Kofeld belehnt, später ging er in den Besitz der Adelsfamilie Stael von Holstein über, die ihn zum Rittersitz Haus Heisingen umbaute. Die Straße Kofeldhöhe verbindet die Straßen Petzelsberg zum Königsiepen. Bis 1962 war sie Teil der Straße Hunsiepens, die bis 1934 Lerchenstraße hieß. |                                            |
| Koldenbuschweg            | 170                                   | Koldenbusch, Kohlenflöz                                                          | 3. März 1953        | Der Koldenbuschweg liegt in einem Gebiet, wo mehrere Straßen nach Flözen benannt sind. Der Name und die Geschichte des Flözes Koldenbusch gehen auf die Gewerken Gebrüder Collenbusch aus Duisburg zurück, die 1775 mit dem Flöz Collenbuschbank von der Abtei Werden belehnt wurden. 1802 und 1815 ist ebenfalls die Zeche Collenbuscherbank erwähnt. Der Koldenbuschweg liegt zwischen Bogenstraße und Baderweg. |                                            |
| Königsiepen               | 750                                   | Siepen des Hofs König                                                            | etwa 1931           | Die Straße Königsiepen führt von der Wuppertaler Straße am Friedhof Heisingen entlang bis zur Schangstraße. Sie ist nach einem zum Hofe König gehörenden Siepen benannt, der zum Unterhof Eickenscheidt gehörte und 1332 als Konynk erwähnt wird. Im Pachtbuch des Stiftes Werden von 1589/90 ist das Koenixgudt verzeichnet. Bis 1931 hieß die Straße Königsiepenstraße. |                                            |
| Krapenbrink               | 120                                   | Hügel am Hof Krampen                                                             | 20. Nov. 1937       | Der Name Krapenbrink geht auf einen Hof Krampen zurück und bezeichnet einen Hügel in dessen Nähe. Die Straße Krapenbrink ist die Verlängerung der Eupenstraße hinter der Bahnhofstraße und führt bis zum Stemmering, hinter dem sie wiederum als Butenbergs Kamp fortgeführt wird. Bis 1937 hieß sie Hofstraße. | Krapenbrink                                |
| Krekelingheide            | 200                                   | Heide am Kotten Krekeling                                                        | 5. Juni 1934        | Die Straße ist nach einem Flurnamen bezeichnet, der sich vom Kotten Krekeling herleitet. Dieser war ein Zeitpachtgut der Abtei Werden, das von der Familie Gockel bewirtschaftet wurde. Die Straße Krekelingheide verbindet die Nordschleswigstraße mit der Straße Bühne. Bis 1934 war sie aufgeteilt in Finkenstraße und Kurze Straße. |                                            |
| Kreuzstraße               | 90                                    | Bezug zum Friedhof St. Georg Heisingen                                           | vor 1915            | Die Kreuzstraße ist eine kurze Stichstraße zur Heisinger Straße am Friedhof St. Georg. |                                            |
| Kuckuckstraße             | 400                                   | Kukuk, Kotten                                                                    | vor 1912            | Die Kuckuckstraße wurde in der Kukuksheide angelegt, einem zum Kotten Kukuk gehörigen Gebiet. Dieser Kotten lag früher am Ende der Straße, die von der Heisinger Straße westwärts zur Uhlenstraße führt. |                                            |
| Lanfermannfähre           | 2000                                  | Ludger Lanfermann, ab 1895 Inhaber der Fähre zu Heisingen                        | 5. Aug. 1936        | Die Straße Lanfermannfähre führt am Ufer des Baldeneysees entlang von der Freiherr-vom-Stein-Straße bis zur Oberen Aue. Ursprünglich Werdener Straße genannt, erinnert ihr Name heute an die Pontonfähre, die jahrzehntelang Heisingen mit Hamm und Fischlaken auf der anderen Ruhrseite verband. 1895 erwarb Ludger Lanfermann den Fährkotten und übernahm den Fährbetrieb, weshalb sie seinen Namen trug. | Lanfermannfähre                            |
| Lelei                     | 1000                                  | Lelei, Flurname                                                                  | 5. Juni 1934        | Der Flurname Lelei ging 1934 auf die ehemalige Wiesenstraße über. Belegt sind in der Mutterrolle von 1826 die Namen „Leley“ und „In der Leley“. Die Straße Lelei führt als Hauptstraße des südlichen Heisingens von der Bahnhofstraße zur Straße Stauseebogen. |                                            |
| Lindauhöhe                | 450                                   | Lindau, Flurname                                                                 | 23. Sep. 1970       | Die Lindau ist ein bereits 1695 genanntes Flurstück, das zum Haus Schellenberg gehört. Nach ihr wurden 1970 der Lindauweg und die Lindauhöhe an der Lothringenstraße benannt. |                                            |
| Lindauweg                 | 90                                    | Lindau, Flurname                                                                 | 23. Sep. 1970       | Die Lindau ist ein bereits 1695 genanntes Flurstück, das zum Haus Schellenberg gehört. Nach ihr wurden 1970 der Lindauweg und die Lindauhöhe an der Lothringenstraße benannt. |                                            |
| Linhöferberg              | 200                                   | Hof Linhöfer, altes Bauerngut                                                    | 25. Feb. 1937       | Der Hof Linhöfer ist ein altes Bauerngut, das 1919 in den Besitz der Essener Steinkohlenbergwerke überging. Der Linhöferberg verbindet Heisinger Straße mit der Straße Königsiepen und hieß bis 1937 Johannesstraße. |                                            |
| Lothringenstraße          | 900                                   | Lothringen, ehemals deutsche Region in Frankreich                                | 8. Mai 1933         | In Heisingen wurden nach der Eingemeindung 1929 Straßen nach Gebieten benannt, die durch den Friedensvertrag von Versailles von Deutschland abgetrennt wurden. So wurde die ehemalige Jägerstraße umbenannt. Die Lothringenstraße führt von der Ostpreußenstraße als Verlängerung der Elsaßstraße in einem kleinen Bogen bis zur Straße Petzelsberg. |                                            |
| Malmedystraße             | 400                                   | Malmedy, ehemals deutsche Stadt                                                  | 8. Mai 1933         | In Heisingen wurden nach der Eingemeindung 1929 Straßen nach Gebieten benannt, die durch den Friedensvertrag von Versailles von Deutschland abgetrennt wurden. Malmedy war zwischen 1815 und 1919 preußisch, daher heißt die ehemalige Friedhofstraße heute Malmedystraße. Die Malmedystraße führt vom Scharweg zur Bahnhofstraße, vorbei am Friedhof St. Georg. |                                            |
| Memelstraße               | 550                                   | Memel, ehemals deutsche Stadt                                                    | 8. Mai 1933         | In Heisingen wurden nach der Eingemeindung 1929 Straßen nach Gebieten benannt, die durch den Friedensvertrag von Versailles von Deutschland abgetrennt wurden. So wurde die Mühlenbergstraße umbenannt. Die Memelstraße führt als Fortsetzung der Straße Springloh hinter der Ostpreußenstraße bis zur Lothringenstraße. |                                            |
| Mühlmannsbank             | 150 (ohne Stichstraßen: 90)           | Zeche Mühlmannsbank                                                              | 2. Juni 1987        | Der Zeche Mühlmannsbank wurde 1782 durch die Abtei Werden die Konzession verliehen, damit das bereits bestehende Bergwerk weiterhin betrieben werden konnte. Bis 1872 war die Zeche aktiv und konsolidierte dann mit der Zeche Flor & Flörchen zur Zeche Vereinigte Flor & Flörchen. Die Straße Mühlmannsbank bildet eine Stichstraße zur Straße Lelei. |                                            |
| Nordschleswigstraße       | 550                                   | Nordschleswig, ehemals deutsche Region in Dänemark                               | 8. Mai 1933         | In Heisingen wurden nach der Eingemeindung 1929 Straßen nach Gebieten benannt, die durch den Friedensvertrag von Versailles von Deutschland abgetrennt wurden. Die Nordschleswigstraße führt von der Elsaßstraße zur Straße Bühne und hieß bis 1933 Fasanenstraße. |                                            |
| Nottekampsbank            | 1100                                  | Zeche Nottekampsbank                                                             | 5. Juni 1934        | Nach dem vom 18. Jahrhundert bis 1886 betriebenen Bergwerk Nottekampsbank wurde 1934 die ehemalige Gartenstraße benannt, die bereits zuvor einmal Nottekampstraße hieß. Die Straße Nottekampsbank führt vom Königsiepen um den Friedhof Heisingen herum bis zur Straße Butenbergs Kamp. | Nottekampsbank                             |
| Nottekampswinkel          | 100                                   | Winkel zur Straße Nottekampsbank                                                 | 31. Aug. 1949       | Der Nottekampswinkel ist ein kleiner Abzweig vom nördlichen Teil der Straße Nottekampsbank und daher in Anlehnung an diese benannt. |                                            |
| Nussbaumweg               | 220                                   | Zum Nussbaum, ehemaliges Ausflugslokal                                           | 9. Mai 2000         | Auf dem Gelände des Hofs Butenberg befand sich von 1887 bis 1973 das Ausflugslokal Zum Nussbaum, das auch über Heisingen hinaus bekannt war. 2003 wurde das Gebäude abgerissen und an dieser Stelle an der Straße Nottekampsbank eine kleine Neubausiedlung angelegt: der Nussbaumweg. |                                            |
| Obere Aue                 | 400                                   | Obere Aue, Flurname                                                              | 20. Mai 1964        | Die Obere Aue liegt im Süden Heisingens direkt am Ufer der Ruhr und ist nach einer alten Flurbezeichnung benannt. Sie erhielt ihren Namen 1964, als sie von der Straße Schacht Jacob abgetrennt wurde. |                                            |
| Ostpreußenstraße          | 1600                                  | Ostpreußen, ehemals deutsche Region                                              | 8. Mai 1933         | In Heisingen wurden nach der Eingemeindung 1929 Straßen nach Gebieten benannt, die durch den Friedensvertrag von Versailles von Deutschland abgetrennt wurden. Die Ostpreußenstraße, die bis 1933 Essener Straße hieß, führt als östliche Fortsetzung der Westpreußenstraße hinter der Heisinger Straße bis zur Wuppertaler Straße. |                                            |
| Petzelsberg               | 500                                   | Petzelsberg, Flurname                                                            | 5. Juni 1934        | Am unteren Teil der Straße Petzelsberg liegt ein Flurstück, das ursprünglich diesen Namen trug. Die Straße verbindet die Straße Königsiepen mit der Heisinger Straße, in die sie an der Georgskirche mündet, weshalb sie bis 1934 Kirchstraße hieß. |                                            |
| Rehstraße                 | 130                                   | Reh, Säugetiergattung                                                            | etwa 1914           | Die Rehstraße führt von der Uhlenstraße zur Heisinger Straße und wird dahinter mit dem Namen Springloh fortgesetzt. Viele Straßen in der Umgebung waren einst in Bezug auf den Wald benannt, so hieß die Straße Springloh ursprünglich Hirschstraße. Außer der Rehstraße fielen alle diese Namen allerdings weg. |                                            |
| Rotemühle                 | 800                                   | Rotemühle, ehemalige Mühle                                                       | 4. Feb. 1903        | Die Rotemühle ist eine Stichstraße von der Wuppertaler Straße ostwärts zur Rohmannsmühle an der Ruhr, im Volksmund Rote Mühle genannt. Hier befindet sich heute die Gaststätte Rote Mühle. Ursprünglich trug die Straße den Namen Schleusenstraße, 1903 wurde ein Teil Rotemühle genannt. 1934 erhielt der andere Teil, die verbleibende Schleusenstraße, den Namen Glaserschleuse, bevor sie der Straße Rotemühle zugeordnet wurde. | Rotemühle                                  |
| Rumpstraße                | 260                                   | Rump, ehemaliger Bergwerkstollen                                                 | 3. März 1953        | Rump soll ein Bergwerkstollen gewesen sein, von dem nur ein alter Heisinger Bergmann berichtete. Er soll mit „Flörken“, „Stonefranz“ und „Wechselpfad“ direkt am zum Stauseebogen abfallenden Hang gelegen haben. Möglicherweise geht der Name auf den Freiherrn von Rumpff aus Crange zurück, der an mehreren alten Zechen in Heisingen beteiligt war. Der Heisinger Bergmann behauptet allerdings, eigentlich müsse das Bergwerk „Rüm“ heißen, weil der Stollen am Hang scharf um eine Ecke „herum“ (in Heisinger Mundart „rüm“) lag. Die Rumpstraße verbindet Bonscheidter Straße und die Straße Fährenkotten. Sie liegt in einem Gebiet, in dem mehrere Straßen nach Bergwerkstollen benannt wurden. |                                            |
| Schacht Jakob             | 450                                   | Jakob, Schacht der Zeche Wasserschneppe                                          | 20. Nov. 1937       | Benannt nach dem Schacht Jakob der Zeche Vereinigte Wasserschneppe liegt die Straße am Ufer des Baldeneysees parallel zur Lanfermannfähre als Stichstraße zum Stemmering. Sie hieß bis 1937 Jakobstraße. |                                            |
| Schangstraße              | 250                                   | Jacob Schang, 1744–1829, erster Lehrer in Heisingen                              | 5. Juni 1934        | Jacob Peter Schang (* 1744; † 12. August 1829 in Velbert) war der erste Lehrer an der katholischen Volksschule von Heisingen und unterrichtete von 1772 bis zu seiner Pensionierung im Jahre 1819. Die Schangstraße führt von der katholischen Grundschule Georgschule an der Heisinger Straße bis zum Baderweg. Bis 1934 hieß sie Hagmannstraße, zuvor bis 1919 Marktstraße und Schulstraße. |                                            |
| Scharweg                  | 260                                   | Scharbeil, Waldaxt eines Höltings                                                | 5. Juni 1934        | Das Scharbeil ist eine Waldaxt, die in einer besonderen Kiste aufbewahrt wurde und nur beim sogenannten Hölting geöffnet werden durfte. Mit ihr wurden die Baumstämme gekennzeichnet, die nach gemeinsamen Beschluss in einer Mark gefällt werden durften. Der Scharweg verbindet die Eupenstraße mit der Heisinger Straße. Bis 1934 hieß er Falkestraße. |                                            |
| Schmiedekottenweg         | 150                                   | Schmieskotten, alter Kotten                                                      | 15. Juli 1957       | Der Schmieskotten war bis 1709 zum Haus Heisingen gehörig und seitdem ein Zeitpachtgut, bis er 1840 in den Besitz von Wilhelm Langensiepen und Elisabeth Reul überging. Der Schmiedekottenweg verbindet die Straßen Auf der Bucht und Holsteinanger. |                                            |
| Soniusweg                 | 120                                   | Anselm Sonius, 1708–1774, Abt von Werden                                         | 16. Dez. 1975       | Anselm Sonius war von 1757 bis 1774 Werdener Abt. Der Soniusweg bildet eine Stichstraße zur südlichen Eupenstraße. |                                            |
| Sonnenstraße              | 160                                   | willkürlicher Name                                                               | etwa 1912           | Die ersten Häuser an dieser Straßen wurden vom Bauunternehmer Wilhelm Hartmann errichtet, weshalb sie in alten Karten als Hartmanns Kolonie bezeichnet werden. 1912 erst wurde die Straße benannt und erhielt unter Einschluss der heutigen Straße Am Herrenbusch den willkürlich gewählten Namen Sonnenstraße. Heute führt die Sonnenstraße von der Straße Bühne zur Ostpreußenstraße. |                                            |
| Spiekbank                 | 160                                   | Zeche Spiekbank, ehemaliges Bergwerk                                             | 3. März 1953        | Die Zeche Spiekbank ist ein Bergwerk, das Ende des 18. Jahrhunderts betrieben wurde. 1806 waren bereits auswärtige Gewerken wie Carl Dehmer aus Werden, Cornelius und Johann Wilhelm Borgemeister aus Ruhrort und die Erben Sethmann aus Mülheim an der Zeche beteiligt. Nach dem Bergwerk ist die Straße Spiekbank benannt, die eine Stichstraße zum Baderweg bildet. |                                            |
| Springloh                 | 550                                   | Am Spring, Flurname                                                              | 15. Jan. 1936       | Für den Namen Springloh wurde der Flurname Am Spring mit der dortigen Kulturart (Loh für Wald) kombiniert. Ursprünglich hieß die Straße in Anlehnung an den nahen Schellenberger Wald Hirschstraße. Die Straße Springloh führt als Verlängerung der Rehstraße bogenförmig zur Ostpreußenstraße, hinter der sie als Memelstraße fortgesetzt wird. |                                            |
| Staelsfeld                | 550                                   | Grund der Adelsfamilie Staël von Holstein                                        | 5. Juni 1934        | Die Familie Staël von Holstein besaß zwischen 1430 und 1709 das Haus Heisingen. Nach ihr sind der Holsteinanger und das benachbarte Staelsfeld, die beide am Geismarweg an Haus Heisingen beginnen, benannt. Die Straße Staelsfeld liegt auf einem Flurstück, das denselben Namen trägt, und endet an der Straße Lelei. Bis 1934 hieß die Straße Staelsfelder Straße. |                                            |
| Stauseebogen              | 2000                                  | bogenförmige Straße am Baldeneysee                                               | 20. Nov. 1937       | Nach der Lage am 1931 bis 1933 geschaffenen Baldeneysee trägt die Straße Stauseebogen, die von der Straße Fährenkotten durch den Süden rund um den See bis zur Wuppertaler Straße führt, ihren Namen. Bis 1937 hieß er Ringstraße. |                                            |
| Stemmering                | 650                                   | Flur am Hof Stemmer                                                              | 27. Nov. 1933       | Der Stemmering ist ein Gebiet am alten Stemmerhof, der ein bereits im 16. Jahrhundert erwähntes Hobs- und Behandigungsgut, zugehörig zum Sadelhof Viehausen, darstellte. Der erste belegte Besitzer war ein Herman zu Kaar oder Kahrmann, der ihn 1604 an Ruprecht Stael zu Holstein verkaufte, den Besitzer von Haus Heisingen. 1709 gingen das Haus Heisingen und die Nebengüter, darunter der Hof Stemmer, in den Besitz der Abtei Werden über. Nach einem langwierigen Prozess erwarben die Erben Sonnenschein, Nachkommen der Familie Stemmer, 1834 den 33 Morgen großen Hof für 1600 Thaler. Die Straße Stemmering, bis 1933 Stemmeringstraße, liegt im westlichen Heisingen und führt von der Ortsmitte an der Bahnhofstraße in einem kleinen Bogen zum Seeufer. Hier befindet sich die Haltestelle Heisingen Baldeneysee, Endhaltestelle mehrerer Buslinien. Außerdem liegt die evangelische Pauluskirche am Stemmering. | Pauluskirche am Stemmering                 |
| Stornefranzstraße         | 350                                   | Zeche Stonefranz, altes Bergwerk                                                 | 3. März 1953        | Stonefranz ist eine ehemalige Stollenzeche, deren Name sich davon ableitet, dass das Flöz Franz so mächtig war, dass man darin hätte stehen („stone“) können. Wegen der Aussprache mit offenem „o“ (ʃtɔːnəfʁant͜s) wurde die Schreibweise durch Übertragungsfehler zu „Stornefranz“ und damit zum Namen der heutigen Stornefranzstraße, die in einem kleinen Bogen Lelei und Bogenstraße miteinander verbindet. |                                            |
| Tannscheidtweg            | 290                                   | Tannscheidt, Flurname                                                            | 22. Mai 1946        | Tannscheidt ist ein Flurname aus der Mutterrolle von 1826, nach dem die Verbindung zwischen der Straße Hunsiepen und der Sonnenstraße Tannscheidtweg heißt. |                                            |
| Ten-Hövel-Weg             | 150                                   | Hugo ten Hövel, 1890–1953, letzter Bürgermeister von Heisingen                   | 16. Dez. 1975       | Hugo ten Hövel (*27. November 1890 in Wesel; †6. Januar 1953 in Köln) war zwischen 1920 und 1929 zweiter und letzter Bürgermeister von Heisingen. Danach war er bis zur Pensionierung 1945 Bürgermeister von Liblar bei Erftstadt. Der Ten-Hövel-Weg ist eine Stichstraße zum Petzelsberg nahe der Heisinger Straße. |                                            |
| Theodor-Heuss-Brücke      | 400 (im Stadtteil)                    | Theodor Heuss, 1884–1963, erster Bundespräsident                                 | 17. Feb. 1982       | Die Theodor-Heuss-Brücke ist die Brücke der Bundesautobahn 44 über die Ruhr, von Heisingen nach Byfang. Sie ist nach dem ersten deutschen Bundespräsidenten Theodor Heuss benannt. |                                            |
| Uhlenstraße               | 1300                                  | Uhle, Kotten                                                                     | vor 1927            | Es ist unbekannt, wann genau sie den Namen Uhlenstraße erhielt, aber sie ist benannt nach einem alten Kotten, der 1796 den Eheleuten Arnold Uhle in Pacht gegeben wurde. Die kurvige Uhlenstraße liegt im Heisinger Nordwesten direkt am Waldrand und verbindet Heisinger- und Westpreußenstraße. |                                            |
| Vollbergwinkel            | 350                                   | Vollberg, Flurname                                                               | 22. Dez. 1949       | In der Mutterrolle von 1826 ist der Flurname Vollberg erwähnt, nach dem 1949 die winkelförmige Straße zwischen Voßbergring und Baderweg benannt wurde. |                                            |
| Voßbergring               | 1050 (ohne Stichstraßen: 950)         | Voßberg, Flurname                                                                | 3. Juli 1956        | Der Voßbergring liegt ringförmig hinter dem Baderweg und ist nach einem alten Flurnamen benannt. Bis 1956 war er Teil der Straße Im Karkamp. |                                            |
| Voßhegge                  | 140                                   | Voßhegge, Flurname                                                               | 3. März 1953        | Die Voßhegge liegt bogenförmig zwischen Fährenkotten und Bogenstraße. Sie trägt einen alten Flurnamen, den auch die ehemalige Zeche Voßhege trug. |                                            |
| Wasserschnepfe            | 150                                   | Zeche Wasserschneppe                                                             | 3. Juni 1965        | Die Zeche Wasserschnepfe, oder richtiger: Wasserschneppe, war eines der wichtigsten Heisinger Bergwerke, gegründet in der Zeit der Zugehörigkeit zur Abtei Werden. Um 1860 waren 109 Männer auf der Zeche Vereinigte Wasserschneppe beschäftigt. 1867 konnte der Schacht II Jakob in Betrieb gehen. Anfang der 1880er-Jahre konsolidierten die Grubenfelder Wasserschneppe, Flor & Flörken und Nottekampsbank II zur Zeche Heisinger Mulde, die 1885 stillgelegt wurde. Die Straße Wasserschnepfe ist eine kleine Stichstraße zum westlichen Teil der Straße Stauseebogen. |                                            |
| Wechselpfad               | 450                                   | überlieferte Bezeichnung                                                         | 5. Juni 1934        | Wesselpad ist eine überlieferte Bezeichnung für diesen Weg, früher die Neustraße genannt, der davon herrührt, dass man nach Kupferdreh wechselweise die Neustraße und Brunnenstraße (heute Brunnsiepen) benutzen konnte. Die hochdeutsche Form Wechselpfad für die Verbindung zwischen Königsiepen und Wuppertaler Straße wurde 1934 eingeführt. |                                            |
| Westpreußenstraße         | 700                                   | Westpreußen, ehemals deutsche Region                                             | 8. Mai 1933         | In Heisingen wurden nach der Eingemeindung 1929 Straßen nach Gebieten benannt, die durch den Friedensvertrag von Versailles von Deutschland abgetrennt wurden. Die Westpreußenstraße hieß bis 1933 Heidestraße und verbindet die Carl-Funke-Straße mit der Heisinger Straße. Hinter dieser wird sie als Ostpreußenstraße fortgeführt. |                                            |
| Wuppertaler Straße        | 2800 (im Stadtteil)                   | Wuppertal, Stadt in Nordrhein-Westfalen                                          | 20. Nov. 1937       | Die Wuppertaler Straße verbindet Heisingen und Rellinghausen. In Verlängerung durch Kupferdreh führt sie bis Wuppertal, daher trägt sie diesen Namen. An der Autobahnauffahrt „41 Essen-Heisingen“ geht sie in die Bundesautobahn 44 über. Die als Kreisstraße 3 weitergeführte Wuppertaler Straße endet an der Kampmannbrücke und heißt ab dort Stauseebogen. Die Wuppertaler Straße hieß in Heisingen zuvor Ruhrtalstraße. |                                            |
| Zölestinstraße            | 300                                   | Coelestin von Geismar, 1666–1718, Abt von Werden                                 | 5. Juni 1934        | Coelistin von Geismar war von 1700 bis 1718 Abt von Werden und Helmstedt. Er kaufte das Haus Heisingen mit seinen Landgütern, weshalb die Zölestinstraße zwischen Lelei und Schangstraße, nahe Haus Heisingen, nach ihm benannt ist. Der östliche Geismarweg war früher Teil der Zölestinstraße und trägt daher ebenfalls seinen Namen. Bis 1934 war die Zölestinstraße aufgeteilt in Kampstraße und Winkelstraße. |                                            |
| Zur Waldesquelle          | 380                                   | Grundwasserquelle                                                                | 19. Okt. 2010       | Die Straße Zur Waldesquelle im Heisinger Nordwesten verbindet die Uhlenstraße mit der Straße Im Oberfeld. |                                            |

## Liste ehemaliger Straßennamen
Die Liste ehemaliger Straßennamen erhebt keinen Anspruch auf Vollständigkeit.
| Name                | von           | bis           | umbenannt in (aktuell)                                   | Herleitung                                                        | Bemerkungen |
| ------------------- | ------------- | ------------- | -------------------------------------------------------- | ----------------------------------------------------------------- | --- |
| Baumstraße          |               | 20. Nov. 1937 | → Am Krusen                                              |                                                                   | |
| Bosselstraße        |               | vor 1925      | → Am Bonnenberg                                          |                                                                   | |
| Bredeneyer Straße   | etwa 1913     | 27. Feb. 1928 | → Heisinger Straße                                       | Bredeney, Stadtteil von Essen                                     | Die Straße führt aus Heisingen in Richtung Bredeney. |
| Brunnenstraße       |               | 22. Mai 1946  | → Brunnsiepen                                            |                                                                   | |
| Buchenstraße        | vor 1912      | 5. Juni 1934  | → Hunsiepen                                              | Buchen, Baumgattung                                               | Die Buchenstraße und die Lerchenstraße wurden 1934 zum Hunsiepen zusammengefasst.                                                                           |
| Drosselstraße       | vor 1915      | 15. Jan. 1936 | → Bühne                                                  | Drosseln, Vogelgattung                                            | |
| Essener Straße      | etwa 1914     | 8. Mai 1933   | → Ostpreußenstraße                                       | Die Straße führte nach Essen.                                     | |
| Falkestraße         | vor 1915      | 5. Juni 1934  | → Scharweg                                               | Falken, Vogelgattung                                              | Einige Straßen in der Umgebung sind in Bezug auf den Wald benannt.                                                                                          |
| Fasanenstraße       | vor 1915      | 8. Mai 1933   | → Nordschleswigstraße                                    | Fasan, Vogelgattung                                               | |
| Feldstraße          | vor 1915      | 8. Mai 1933   | → Eupenstraße                                            |                                                                   | |
| Finkenstraße        | vor 1912      | 5. Juni 1934  | → Krekelingheide                                         | Finken, Vogelgattung                                              | 1934 wurden die Finkenstraße und die Kurze Straße zur Krekelingheide zusammengefasst.                                                                       |
| Friedhofstraße      | vor 1915      | 8. Mai 1933   | → Malmedystraße                                          | Friedhof St. Georg                                                | |
| Friedrichstraße     | etwa 1903     | 5. Juni 1934  | → Baderweg                                               | Friedrich, männlicher Vorname                                     | 1934 wurden Friedrichstraße und Sternstraße zum Baderweg zusammengefasst.                                                                                   |
| Gartenstraße        | vor 1915      | 5. Juni 1934  | → Nottekampsbank                                         |                                                                   | Ursprünglich hieß die Straße bereits Nottekampstraße. |
| Georgstraße         | vor 1915      | 20. Nov. 1937 | → Georgkirchstraße                                       | St.-Georg-Kirche                                                  | |
| Gustavstraße        | etwa 1905     | 5. Juni 1934  | → Beckumsfeld                                            | Gustav, männlicher Vorname                                        | |
| Glaserschleuse      | 5. Juni 1934  | 13. Dez. 1961 | → Rotemühle                                              | Die Straße lag nahe der alten Schleuse.                           | Die Straße hieß ursprünglich Schleusenstraße. 1961 wurde die Glaserschleuse der Straße Rotemühle zugeordnet.                                                |
| Hagmannstraße       | 19. Okt. 1919 | 5. Juni 1934  | → Schangstraße                                           | Emil Hagmann, 1872–1919, erster Bürgermeister von Heisingen       | 1919 wurden Marktstraße und Schulstraße zur Hagmannstraße zusammengefasst.                                                                                  |
| Heidestraße         | vor 1915      | 8. Mai 1933   | → Westpreußenstraße                                      |                                                                   | |
| Hermannstraße       | vor 1912      | 25. Feb. 1937 | → Butenbergs Kamp                                        | Hermann, männlicher Vorname                                       | 1937 wurden Hermannstraße und Lindenstraße zur Straße Butenbergs Kamp zusammengefasst.                                                                      |
| Hirschstraße        | vor 1912      | 15. Jan. 1936 | → Springloh                                              | Hirsche, Säugetiergattung                                         | Einige Straßen in der Umgebung sind in Bezug auf den Wald benannt.                                                                                          |
| Hofstraße           | vor 1912      | 20. Nov. 1937 | → Krapenbrink                                            |                                                                   | |
| Im Ruhrtal          | 1. Dez. 1927  | 8. Mai 1933   | → Freiherr-vom-Stein-Straße                              | Lagebezeichnung: im Tal der Ruhr                                  | |
| Jägerstraße         | vor 1915      | 8. Mai 1933   | → Lothringenstraße                                       | Jäger, Berufsbezeichnung                                          | Einige Straßen in der Nähe sind mit Bezug auf den Wald benannt worden.                                                                                      |
| Jakobstraße         | etwa 1912     | 20. Nov. 1937 | → Schacht Jakob                                          | Jakob, Schacht der Zeche Wasserschneppe                           | |
| Johannesstraße      | vor 1912      | 25. Feb. 1937 | → Linhöferberg                                           | Johannes, männlicher Vorname                                      | |
| Kampstraße          |               | 5. Juni 1934  | aufgeteilt zwischen → Geismarweg und → Zölestinstraße    |                                                                   | 1934 wurden Kampstraße und Winkelstraße zur Zölestinstraße zusammengefasst, deren östlicher Teil 1965 als Geismarweg abgetrennt wurde.                      |
| Kirchstraße         | vor 1912      | 5. Juni 1934  | → Petzelsberg                                            | St.-Georg-Kirche                                                  | |
| Königsiepenstraße   | vor 1867      | etwa 1931     | → Königsiepen                                            | Siepen des Hofs König                                             | |
| Kurze Straße        | vor 1912      | 5. Juni 1934  | → Krekelingheide                                         | Es handelte sich um eine kurze Straße.                            | 1934 wurden die Finkenstraße und die Kurze Straße zur Krekelingheide zusammengefasst.                                                                       |
| Lerchenstraße       | vor 1912      | 5. Juni 1934  | aufgeteilt zwischen → Hunsiepen und → Kofeldhöhe         | Lerchen, Vogelgattung                                             | Die Buchenstraße und die Lerchenstraße wurden 1934 zur Straße Hunsiepen zusammengefasst. Am 25. April 1962 wurde der untere Teil als Kofeldhöhe abgetrennt. |
| Lindenstraße        | vor 1912      | 25. Feb. 1937 | → Butenbergs Kamp                                        | Linden, Baumgattung                                               | 1937 wurden Hermannstraße und Lindenstraße zum Butenbergs Kamp zusammengefasst.                                                                             |
| Ludgeristraße       | vor 1912      | 5. Juni 1934  | → Fährenkotten                                           | Ludgerus, 742–809, Heiliger und Gründer der Abtei Werden          | |
| Marktstraße         | etwa 1903     | 19. Okt. 1919 | → Schangstraße                                           | Lage am Heisinger Markt                                           | 1919 wurden Marktstraße und Schulstraße zur Hagmannstraße zusammengefasst, die 1934 den Namen Schangstraße erhielt.                                         |
| Mittelstraße        | vor 1912      | 20. Nov. 1937 | → Dorflinde                                              | Lagebezeichnung: in der Ortsmitte Heisingens.                     | |
| Mühlenbergstraße    | vor 1915      | 8. Mai 1933   | → Memelstraße                                            |                                                                   | |
| Neustraße           | etwa 1912     | 5. Juni 1934  | → Wechselpfad                                            |                                                                   | |
| Nottekampstraße     |               | vor 1915      | → Nottekampsbank                                         | Zeche Nottekampsbank                                              | Nach 1915 hieß die Straße zunächst Gartenstraße. |
| Ringstraße          | vor 1915      | 20. Nov. 1937 | → Stauseebogen                                           | Die Ringstraße war eine ringförmige Straße im Süden Heisingens.   | |
| Ruhrtalstraße       |               | 20. Nov. 1937 | → Wuppertaler Straße                                     | Straße im Ruhrtal gelegen                                         | |
| Sartoriusstraße     |               | 5. Juni 1934  | → Hagmanngarten                                          | Joseph Sartorius, 1842–1910, Bürgermeister von Rellinghausen      | |
| Schleusenstraße     |               | 5. Juni 1934  | → Rotemühle                                              | Lage nahe der alten Schleuse                                      | Bereits 1903 wurde ein Teilstück „Rotemühle“ genannt, 1934 erhielt das andere Teilstück den Namen Glaserschleuse, bevor beide 1961 zusammengefasst wurden.  |
| Schulstraße         | etwa 1903     | 19. Okt. 1919 | → Schangstraße                                           | Lage an der Heisinger Schule (heute Carl-Funke-Schule)            | 1919 wurden Marktstraße und Schulstraße zur Hagmannstraße zusammengefasst, die 1934 den Namen Schangstraße erhielt.                                         |
| Staelsfelder Straße | vor 1912      | 5. Juni 1934  | → Staelsfeld                                             | Grund der Adelsfamilie Staël von Holstein                         | |
| Steinstraße         | 4. Feb. 1903  | 5. Juni 1934  | aufgeteilt zwischen → Haus Heisingen und → Holsteinanger |                                                                   | |
| Stemmeringstraße    | vor 1910      | 27. Nov. 1933 | → Stemmering                                             | Flur am Hof Stemmer                                               | |
| Sternstraße         | etwa 1903     | 5. Juni 1934  | → Baderweg                                               |                                                                   | 1934 wurden Friedrichstraße und Sternstraße zum Baderweg zusammengefasst.                                                                                   |
| Südstraße           | vor 1912      | 5. Juni 1934  | → Hackland                                               | Lagebezeichnung: im Süden Heisingens                              | |
| Waldstraße          | etwa 1928     | 17. Juni 1933 | → Elsaßstraße                                            | Bezug zum nahen Schellenberger Wald                               | Einige Straßen in der Umgebung sind in Bezug auf den Wald benannt.                                                                                          |
| Werdener Straße     | vor 1915      | 5. Aug. 1936  | → Lanfermannfähre                                        | Werden, Stadtteil von Essen                                       | |
| Wiesenstraße        | vor 1912      | 5. Juni 1934  | → Lelei                                                  |                                                                   | |
| Wilhelmstraße       |               | 20. Nov. 1937 | → Gathergang                                             | Wilhelm König gen. Gather, 1853–1940, Ortsvorsteher von Heisingen | |
| Winkelstraße        | etwa 1903     | 5. Juni 1934  | → Zölestinstraße                                         |                                                                   | |